# Страдоне Гроте (Латина)
Страдоне Гроте је насеље у Италији у округу Латина, региону Лацио.
Према процени из 2011. у насељу је живело 178 становника. Насеље се налази на надморској висини од 50 м.